# Ободы (Белопольский район)
Ободы (укр. Ободи) — село,
Ободовский сельский совет,
Белопольский район,
Сумская область,
Украина.
Код КОАТУУ — 5920686201. По состоянию на октябрь 2023 года в селе проживает 90 человек. Население по переписи 2001 года составляло 622 человека.
Является административным центром Ободовского сельского совета, в который, кроме того, входят сёла
Дегтярное и
Макеевка.

## Географическое положение
Село Ободы находится в 2-х км от левого берега реки Павловка.
Примыкает к селу Дегтярное.
Рядом с селом проходит граница с Россией.

## История
- Село основано в конце XVIII века. В XIX веке село Ободы было в составе Ястребенской волости Сумского уезда Харьковской губернии. В селе была Покровская церковь[3].
- С момента образования Сумской области (10 января 1939 года) и по состоянию на 1 сентября 1946 года с. Ободы входило в состав Хотенского района Сумской области Украинская ССР [4].